# باب كرفان سراي
باب كرفان سراي أو باب قوافل القصر يعد أحد الآثار القديمة بمدينة وهران بالجزائر وقد تمت إقامته سنة 1848، يتميز بطابعه المعماري العربي الإسلامي، وهو باب فندق شُيد بتاريخ 1848 م باسم القوافل والذي تم تحويله إلى مستشفى تحت تسمية سانت لازار (بالفرنسية: Saint Lazard)‏.